# ساندر هلون
ساندر هلون (انگلیسی: Sander Helven؛ زادهٔ ۳۰ مهٔ ۱۹۹۰ ‏(۳۴ سال)) دوچرخه‌سوار اهل بلژیک است.
از باشگاه‌هایی که در آن بازی کرده‌است می‌توان به اسپورت فلاندر-بالوزه اشاره کرد.